# Die Beine von Dolores
Die Beine von Dolores ist ein deutscher Revuefilm des ungarischen Regisseurs Géza von Cziffra aus dem Jahr 1957, der auch das Drehbuch unter dem Pseudonym Peter Trenck selbst verfasste. In der Titelrolle ist Germaine Damar zu sehen, Claus Biederstaedt, Ruth Stephan, Grete Weiser, Bum Krüger und Theo Lingen in den weiteren Hauptrollen. Das Kinoplakat titelte seinerzeit: „Schöne Frauen, schmissige Musik, herzerfrischender Humor in einer prächtigen Revue.“
In der Bundesrepublik Deutschland war der Film erstmals am 19. Dezember 1957 in der Lichtburg in Essen zu sehen, wo er seine Uraufführung hatte. Die Titelmelodie ist ein Schlager aus dem Jahr 1951, der damals häufig von allen deutschen Rundfunkanstalten – gesungen von Gerhard Wendland  – gespielt wurde. Wendland selbst wirkt in dem Film jedoch nicht mit.

## Handlung
Dolores Martens ist gerade dabei, als Tänzerin in dem exklusiven Nachtklub „Pigalle“ Karriere zu machen. Davon ahnen ihre Eltern jedoch nichts. Sie glauben, ihr Töchterchen verdiene seinen Lebensunterhalt als Krankenschwester in der Privatklinik von Dr. Lorenz. Eines Tages verspürt Dolores’ Mutter das Bedürfnis, dem (angeblichen) Chef ihrer Tochter einen Besuch abzustatten. Dabei redet sie – so sieht es jedenfalls Dr. Lorenz – so viel wirres Zeug, dass er sie in eine Gummizelle sperren lässt. Die daraufhin herbeigerufene Tochter verliebt sich augenblicklich in den Arzt – und der in sie!
Dolores’ Vater hat inzwischen eine Anstellung als Nachtportier im „Pigalle“ gefunden, was er seiner Gattin verschweigt. Nichtsahnend wird diese von Dr. Lorenz zur Premiere der neuen Revue in den Klub eingeladen. Sie fällt aus allen Wolken, als sie feststellen muss, was ihr Mann und ihre Tochter hinter ihrem Rücken so alles treiben, tröstet sich aber darüber hinweg, dass sie bald einen Arzt zum Schwiegersohn erhalten wird.

## Produktion

### Produktionsnotizen
Produziert wurde der Film von der Berolina-Film Kurt Schulz GmbH (Berlin/West) unter der Gesamtleitung von Kurt Ulrich. Die Produktionsleitung oblag Benno Kaminski, die Aufnahmeleitung Hanns Stani und Kurt Heinz. Die Dreharbeiten fanden im Atelier Hamburg-Wandsbek statt. Der Erstverleih des Films erfolgte durch die Constantin Film Verleih GmbH (München).
Der Kritiker Falk Schwarz schrieb zu der Szene mit Biederstaedt als Psychiater, dass mit dieser „die allerschlimmsten Vorurteile gegen die Arbeit der ‚Irrenärzte‘ aufgefahren“ werde und er bezweifle, ob „irgendjemand so etwas komisch“ finden könne.

### Musik, DVD
Es singen und tanzen nach der Musik von Michael Jary: René Carol, Olive Moorefield, Betty Miller, Christa Williams, Owen William [sic!], Lys Assia, Udo Jürgens, die Peters-Sisters, die Penny Pipers, die Starletts, das George-Carden-Ballett und acht ungenannte internationale Tanz-Meisterpaare. Die Choreographie besorgten Robby Gay und R. Keller. In dem Film sind – neben dem Lied, das ihm seinen Namen gegeben hat – zahlreiche Schlager, getextet von Bruno Balz und Hanns Stani, zu hören. Eine Auswahl: der Calypso Onkel Tom, sing die Lieder, das Alabama-Lied (Wo scheint der Mond so schön wie hier in Alabama?), der Dixieland Mirabella, schenk mir doch ein bisschen Seligkeit, der Mambo Olala – c’est la vie! und das Lied Verlieb dich in mich!
Alive – Vertrieb und Marketing gab den Film innerhalb der Reihe „Juwelen der Filmgeschichte“ am 17. Februar 2017 auf DVD heraus.

## Rezeption

### Kritik
„Rund um den in den 50er Jahren populären Titelschlager drapierter lustspielhafter Revuefilm mit vergleichsweise üppiger Ausstattung, der die nicht erwähnenswerte Liebesgeschichte einer jungen Tänzerin zum Inhalt hat.“

„Aufwendiger Revuefilm, dessen großzügige Ausstattung in keinem Verhältnis zu dem dürftigen Gesamtergebnis steht.“

Falk Schwarz meinte, die Beine von Dolores (Germaine Damar) seien „wirklich sehenswert, wie überhaupt die ganze Person aussergewöhnlich hübsch“ sei, „ein bißchen kokett, mit einem frischen Blick und einer unkomplizierten Art“. Tanzen könne sie, „singen ebenfalls, schauspielern wie eine Porzellanvase (Cziffra)“. Wer „Revue“ möge, wer sich „an Traumbildern mit tanzenden Menschen nicht sattsehen“ könne, der komme „hier auf seine Kosten“. Es werde „hinreißend getanzt“.

### Erfolg
Der Film kostete circa 1,364 Millionen DM, das Einspielergebnis lag bei 1,075 Millionen DM. Falk Schwarz meinte, die Leute hätten zu der Zeit keine Revue mehr gemocht und führte weiter aus, dass die Filmkomödie in Argentinien „der große Hit“ gewesen sei. Und zwar so groß, dass Germaine Damar kurz entschlossen dorthin gefahren sei und in Deutschland „einen liebeskranken Georg Thomalla“ zurückgelassen habe. In Argentinien habe sie eine eigene Fernsehshow bekommen, einen Amerikaner geheiratet und Deutschland hinter sich gelassen.

## Quelle
- Programm zum Film: Illustrierte Film-Bühne, Vereinigte Verlagsgesellschaften Franke & Co. KG, München, Nr. 4085